# You (Vasil Garvanliev)
You è un singolo del cantante macedone Vasil Garvanliev, pubblicato il 18 marzo 2020. Il brano è scritto da Nevena Neskoska, Kalina Neskoska ed Alice Schroeder.
Il brano è stato selezionato internamente dall'emittente radiotelevisiva nazionale MRT per rappresentare la Macedonia del Nord all'Eurovision Song Contest 2020 a Rotterdam, nei Paesi Bassi. Il video musicale è stato presentato l'8 marzo 2020.

## Tracce
1. You – 3:02